# Периодско крашко језеро
Периодско крашко језеро је тип крашког језера које се формира у периодски плављеним пољима. Настаје за време поплава и јаких киша. Најкаратеристичнија су за крашке пределе Црне Горе, Босне и Херцеговине, Хрватске и Словеније. Образују се у Никшићком, Гламочком, Ливањском, Имотском, Церкнишком и другим пољима.